# Vjoksa (přítok Kostromy)
Vjoksa (rusky Вёкса) je řeka v Kostromské oblasti v Rusku. Je dlouhá 84 km. Povodí řeky je 2880 km².

## Průběh toku
Odtéká z Galičského jezera. Ústí zleva do Kostromy (povodí Volhy).

## Využití
U ústí se nachází město Buj.